# 倫敦眼

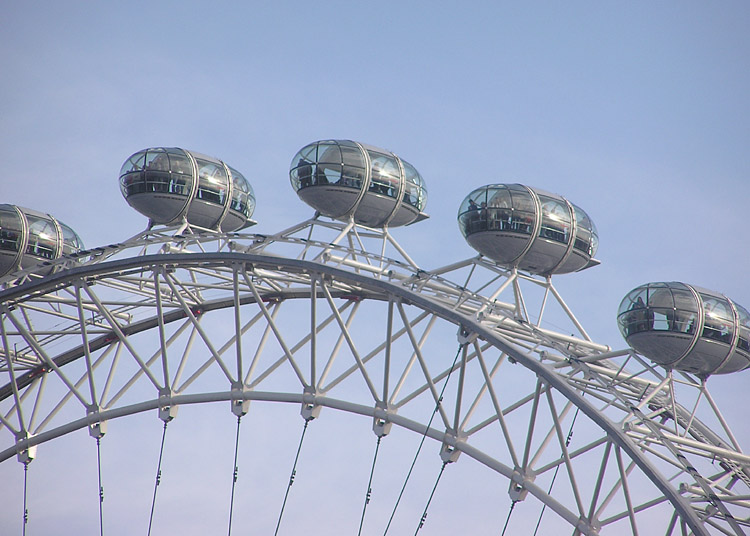
32个乘坐仓，每个可以容纳约25人

倫敦眼（英語：London Eye），或又稱為千禧之輪（英語：Millennium Wheel）豎立於英國倫敦泰晤士河南畔的蘭貝斯區，曾是世界最大的摩天輪。它於1999年年底開幕，總高度135（443英尺），面向坐擁國會大樓與大笨鐘的西敏市。
自1999年啟用之後倫敦眼的經營業主經過多次更換，掛名贊助商也幾經變更，從最初因由英國航空持股而稱為英航倫敦眼，然後於2015年1月在可口可樂英國分公司的贊助下，更名為可口可樂倫敦眼，一直到2020年2月lastminute.com取得贊助權，更名為lastminute.com倫敦眼。倫敦眼建造以來，贏得超過85項獎項，現在是英國最受歡迎的付費觀光景點。
倫敦眼共有32個乘坐艙，全部設有冷氣並不能打開窗。每個乘坐艙可載客約25名，迴轉速度約為0.26每秒（0.94每小時），即一圈需時30分鐘。緩慢的迴轉速度，讓摩天輪不停駛也能讓乘客自由上下乘坐艙，不過老人、身障人士等如有需要也可以暫時停止旋轉。

## 歷史

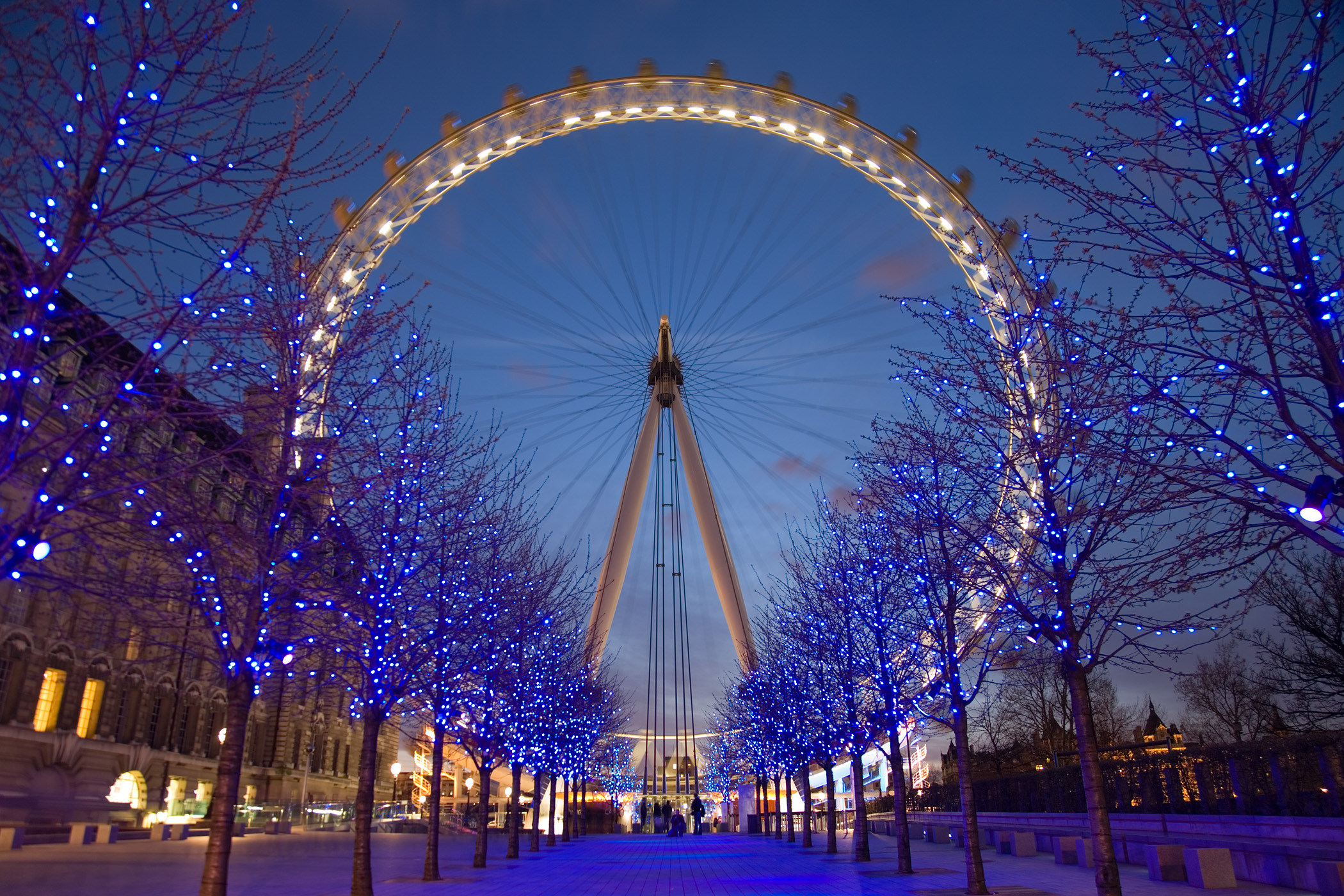
夜晚的倫敦眼

倫敦眼本是英國為慶祝2000年的來臨而興建的臨時性建築，原定5年後拆卸。由於極受英國人及遊客歡迎（截至2002年7月已累積850萬總乘搭人次），當地市議會（Lambeth Council）決定永久保留倫敦眼。2005年5月19日有報導指倫敦眼其中部分資助所用土地的業主South Bank Centre，要把租金由每年6萬5千英鎊加到250萬鎊。

## 持有者
2006年杜莎集團（The Tussauds Group）從另外兩個倫敦眼的共同持份股東英國航空和建築師事務所馬克思·巴菲爾德（Marks Barfield）手中買下了倫敦眼的所有權。2007年，默林娛樂收購杜莎集團，倫敦眼的經營也連帶轉移至墨林娛樂手上，並更改冠名成為默林娛樂倫敦眼（The Merlin Entertainments London Eye），直到2014年9月由可口可樂英國分公司與墨林娛樂簽約包下倫敦眼的冠名權，並於隔年1月正式啟用可口可樂倫敦眼的新命名。2020年2月, lastminute.com向可口可樂接手倫敦眼的冠名權，而改名為lastminute.com倫敦眼。

## 建築設計團隊
大衛·馬克思（David Marks）以及朱莉亞·巴菲爾德（Julia Barfield），因為參與一個設計競賽，在競賽後克服種種障礙、說服主管機關、押上自己的資產，並找到英國航空作為資金來源，將自己的設計理念付之於實現，才讓今日的倫敦眼建造起來。整個設計構想起緣於1993年的一個為了迎接千禧年的倫敦地標設計競賽。原始想法是競賽結果只會被公布于報紙，並沒有承諾要在任何特定的地點依據贏得首獎的設計付之實現。最終，沒有人贏得這個設計競賽，因為主辦單位的裁判們認為沒有看到夠好的設計，所以獎項從缺。這對夫妻不認同裁判結果，始終認為自己的設計構想十分卓越，決定要在泰唔士河南岸付之實現，鍥而不捨努力奔走去一一說服，地方議會，泰唔士河南岸中心，倫敦市等等任何跟泰唔士河相關的政府機構，說服的過程長達數年，充滿困難與否定。最後要把整個倫敦眼結構由河面的水平位置拉起90度成為垂直位置，還發生眾所矚目之下，鋼纜繩斷掉的窘狀，因為英國航空是主要計劃的贊助商，維珍集團 執行長Richard Brandson還對此事加以嘲笑，在倫敦眼上方施放氣球寫著「英國航空站不起來! BA can't get it up!」。
後來，大衛·馬克思與朱莉亞·巴菲爾德成立馬克思·巴菲爾德（Marks Barfield）建築師事務所，作品還有邱園（Kew Garden）裡的樹頂步道（Treetop walkway）。
很多人對倫敦眼的設計有所貢獻，主要的設計團隊除了大衛·馬克思以及 朱莉亞·巴菲爾德外，還有Frank Anatole，Steven Chilton，Nic Bailey，Malcolm Cook，Mark Sparrowhawk 等等主要建築設計師。

## 設計理念
城市的地標，需要有一個能讓眾人遠眺整個城市的有特色的建築物，比如紐約的帝國大廈，巴黎的鐵塔，都是如此，都能讓群眾登高望遠一覽城市天際線。
要有特色有辨識度，所以設計團隊不認為要再造一座鐵塔，鐵塔比不過巴黎鐵塔。倫敦眼的設計師從這裡構思設計，他們察覺出倫敦缺乏一個可以容納群眾的觀景台，用一個巨大的摩天輪把大眾載運到一定的高度遠眺，在慢慢旋轉的過程，摩天輪可以讓很多民眾同時欣賞整個倫敦美景。整個倫敦眼的工程設計由單邊的Ａ型支柱支撐，讓整個摩天輪懸吊在泰唔士河上。
如前所述，原始設計直徑為500英尺，可以懸掛60個觀景座艙（Pods, Passenger Capsules），為了讓景觀不至於被其他的座艙遮蔽，設計團隊最後決定減少座艙數目至32個，剛好代表着倫敦的32個城鎮，高度縮減為433英尺。

## 交通
乘坐倫敦地鐵前往倫敦眼，可於滑鐵盧站或西敏站下車步行數分鐘即可到達。